# 王俊 (1963年)
王俊（1963年11月—），河南淮滨人，中国胸外科专家，主任医师，教授，北京大学人民医院院长，世界华人胸外科学会主席，中国胸外科领军人物，长期从事胸部微创手术和肺癌研究。2019年当选中国工程院院士。

## 简历
1985年毕业于河南医科大学，1989年取得北京医科大学外科学硕士。1995年获得国际抗癌联盟(UICC)ICRETT奖学金，前往华盛顿大学和芝加哥大学学习交流。
2000年成为北京大学教授。2001年成为北京大学博导。2002年任北京大学人民医院胸外科主任、教授、主任医师。2017年任中国医师协会胸腔镜医师培训学院院长。2022年1月任北京大学人民医院院长。

## 成果
1997年获得国际胸心外科学界最高青年奖Graham Fellowship(每年全世界仅一人)。获国家科技进步二等奖，中国工程院光华工程科技奖及中央保健工作先进个人奖等。发表论文380余篇，中英文著作14部。
2007年获得国家杰出青年科学基金资助。2018年获得第12届光华工程科技奖。2019年当选中国工程院院士。2020年被聘为中国医学科学院学部委员。